# Генерални капетан
Генерални капетан (етимолошки: Високи генерал, други назив у западним земљама је Генерал Капетаније) је највиши војни чин у многим војскама Европе и гувернерска титула. Назив се први пут се појавио у 14. веку и престављао је звање за врховног команданта војске (или морнарице). Популарност овог звања се највише користило у 16. и 17. веку али са различитим значењима у зависности од земље. Током 18. века ово звање је замењено једноставнијим називима чинова генерала или фелдмаршала. Након окончања Наполеонвих ратова ово звање је укинуто у већини европских земаља, осим Шпаније и њених бивших колонија. Често се ова титула меша са сличном фелдкапетан.

## Данашња употреба звања и чина

### Боливија
У Боливији, шеф државе за време трајања мандата носи чин Генерални капетан као врховни командант оружаних снага, упркос томе што је цивил.

### Земље комонвелта
У армијама Комонвелта, звање Генерални капетан се користи приликом описивања церемонијалног шефа корпуса или јединице. Елизабета II монарх свих земаља је Генерални капетан Британске почасне артиљерије, Краљевског пука Канадске артиљерије, Краљевске Аустралијске артиљерије, Краљевске Новозеландска артиљерије и Краљевског Ново Зеландског оклопног корпуса.
Именовање у звање Генералног капетана се користи за позицију Краљичине телесне гарде за Шкотску, Краљевске стељачке гарде. Положај тренутно држи Гроф од Арлије.

### Чиле
У Чилеу ако је врховни командант војске и шеф државе тада он носи чин Генерални капетан. Током историје Чилеа то се догодило три пута. Чинови су додењени Бернардо О'Хигинсу, Рамону Фреиру и Аугусто Пиночеу. Пиноче је овај чин носио до своје смрти 2006. године а 2008. године амандманима на војни закон, звање је укинуто.

### Шпанија
У Шпанији, титула Генерални капетан је највиши војни чин а од 1999. године искључиво је носи шпански монарх (тренутно Филип VI). Од 1939. године, за време владавине Франциска Франка чин је и војно звање за сва три вида Шпанских оружаних снага. Та традиција је настављена и данас.

## Еполете разних земаља
- Генерални капетан Краљевских маринаца Уједињеног краљевства.
- Генерални капетан Чилеа.
- Генерални капетан Шпанске армије.
- Генерални капетан Шпанског ваздухопловства.
- Генерални капетан Шпанске морнарице.